# دانشگاه تگزاس-پان آمریکن
دانشگاه تگزاس-پان آمریکن (به انگلیسی: University of Texas–Pan American) از دانشگاه‌های سیستم دانشگاه تگزاس در ایالت تگزاس در ایالات متحده آمریکا می‌باشد.
این دانشگاه در سال ۲۰۰۷ بیش از ۱۷۰۰۰ دانشجو ثبت نام بعمل آورد.